# José de Siles
José de Siles (c. 1856 Puente Genil -1911) fue un crítico de arte y escritor español.

## Biografía
Poco se conoce sobre la vida de este prolífico cuentista y poeta, salvo que llevó una vida bohemia. Cultivó el artículo de costumbres y también la crítica de arte en periódicos como La Época. Recogió luego sus críticas en libros como Bellas Artes (Madrid, 1887) o El cincel y la paleta. Notas de arte (1905). Como narrador se acogió a la estética del Naturalismo en sus novelas La seductora (1887), Juana Placer. Historia de un temperamento (1889) y La hija del fango (1893), historia tremendista de los estragos causados por el alcoholismo, que dedica con entusiasmo a Émile Zola. En esta obra se aplican con rigor los principios naturalistas, pero se hace patente el deseo de trascender el determinismo aniquilador con la apelación a la fuerza espiritual que anida en el individuo, tema retomado en novelas posteriores como La estatua de nieve (1905). Reunió sus relatos cortos en libros como El lobo y la oveja (1905) o La novia de Luzbel (1905).
Como poeta empezó muy joven, en 1870. Muy influido al principio por Bécquer, se vinculó desde temprano con la estética del Modernismo. Aparece así en la primera antología modernista española, la preparada por Emilio Carrere con el título de La corte de los poetas. Florilegio de rimas modernas (Madrid, sin imprenta, sin año, pero de 1906) con poemas como Cloe, donde el paganismo se blinda de alegría y libertad frente a un cristianismo penitencial y castrante.
Ejerció asimismo la traducción; se le debe, por ejemplo, de André Theuriet, El profesor de Tours (Michel Vernuil) (Madrid: El Cosmos Editorial, 1889).

## Obras

### Narrativa extensa
- La seductora (1887).
- Juana Placer. Historia de un temperamento (1889).
- La hija del fango (1893).
- El Asesino de Lázara Barcelona: Biblioteca del siglo XIX, sin año.
- La estatua de nieve (1905).

### Narrativa corta
- El lobo y la oveja. Cuentos, Madrid: Antonio marzo de 1905.
- La novia de Luzbel. Cuentos. Madrid Imprenta de Felipe Marqués 1905.
- Acuarelas del redondel: narraciones taurinas y chulescas Madrid, 1905 (Imprenta de Antonio Marzo).
- Memorias de un patriota. Relatos de guerra. Madrid: Administración, 1905.

### Lírica
- La Chusma (Jeremiada). Poesía. Madrid: Hijos de F. Marqués, 1910.
- El diario de un poeta: poema Madrid, 1885 (Tip. de Alfredo Alonso).
- Sonetos Populares. Madrid: Fernando Fe, 1891.
- Las primeras flores. Lamentaciones. Quimeras (1871-1879) Poesías Madrid: Administración, 1898 (M. Romero, impresor).
- Noches de insomnio. Imágenes. Fantasías. (1880) Poesías Madrid: Administración, sin año, (M. Romero, impresor).

### Periodismo
- Gran espectáculo cuadros de costumbres Madrid, 1889 (Imp. de Enrique Rubiños).

### Crítica de arte
- Bellas Artes Madrid, 1887 (Imprenta Popular, a cargo de Tomás Rey).
- El cincel y la paleta Notas de arte. Madrid: Antonio marzo de 1905.